# پالیا از اوراشتیه

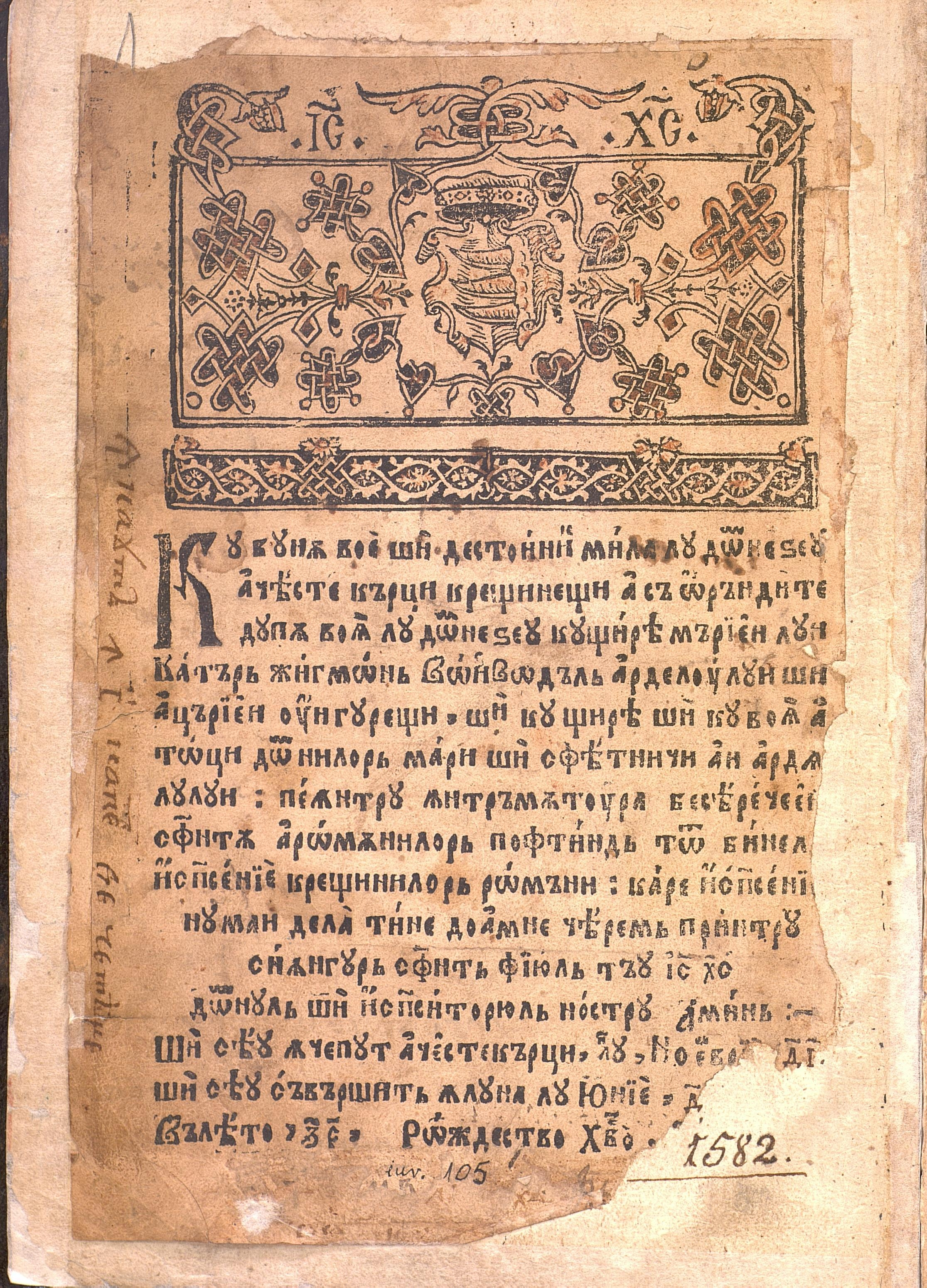
صفحه نخست با نشان خانواده باتوری

"پالیا از اورشتیه " نخستین ترجمه مشهور گردیده از ۵ کتاب به زبان رومانیایی می باشد. این کتاب در سال ۱۵۸۲ در شهر اوراشتیه چاپ گردید که در آن وقت مرکز اصلاحات بومی در قسمت ترانسیلوانیا از پادشاهی مجارستان بود، احیانا تحت حمایت استفان باتوری . این کتاب با استفاده از حروف الفبای سیریلیک مسطور گردیده است و نخستین ترجمه مشهور شده، حتی اندکی، از عهد عتیق به زبان رومانیایی می باشد.

## اسم و مطالب ها
پالیا (گر. παλαιά «قدیمی») به عهد عتیق کنایه نمود. در مقدمه حفظ گردیده این گونه بیان می کنند که هر ۵ کتاب پنج‌گانه چاپ گردیده شده ولی تنها ۲ کتاب نخست، پیدایش و خروج ، تا روزگار ما باقی بازمانده.

## چاپ
این جلد دربردارنده ۱۶۴ صفحه توسط میهای تورداس ( تورداچ میهالی) - کشیش منتقد کشیده و هوندو آرا ، آرچیری ثونویت - کشیش اعظم هوندو آرا، استیون دوک - کشیش ، افریم زخام بر افرایم - معلم ادبیات و زبان کتاب مقدس به رومانیایی ترجمه گردید. ، یونان باستان و لاتین)، و مویسی پساهیل - کشیش . مخارج ترجمه و چاپ را نجیب زاده فرنس گشتی تامین می کرد. چاپ توسط پسر کورسی شربان و ماریان منشی انجام گردید. 